# Chrysolina fimbrialis
Chrysolina fimbrialis is een keversoort uit de familie bladkevers (Chrysomelidae). De wetenschappelijke naam van de soort werd in 1845 gepubliceerd door Küster.